# Frances Davidson
Pour les articles homonymes, voir Davidson.
Frances Joan Davidson, (née Dickinson ; 29 mai 1894 - 25 novembre 1985), est une femme politique du Parti conservateur britannique. 

## Jeunesse et formation
Elle est la fille de Sir Willoughby Dickinson, plus tard baron Dickinson. Son père, son grand-père et son arrière-grand-père sont tous députés. Elle fait ses études à Kensington High School et à Northfields, Englefield Green. 

## Carrière
Pendant la Première Guerre mondiale, elle sert dans le département des prisonniers de guerre de la Croix-Rouge et est nommée OBE en 1919. Lorsque son mari, John Colin Davidson, est créé vicomte Davidson en 1937, elle est élue lors d'une élection partielle pour lui succéder au siège de député d'Hemel Hempstead. Elle occupe le siège jusqu'à sa retraite de la Chambre des communes aux élections générales de 1959. Pendant une courte période après les élections générales de 1945, elle est la seule femme députée conservatrice. 
Elle est nommée Dame Commandeur de l'Ordre de l'Empire britannique (DBE) dans les honneurs d'anniversaire de 1952 et créée pair à vie en tant que baronne Northchurch, de Chiswick dans le comté de Middlesex, le 13 janvier 1963. Elle et son mari sont l'un des rares couples à détenir tous deux des titres à part entière. 